# マルクス・リウィウス・デンテル
マルクス・リウィウス・デンテル（ラテン語: Marcus Livius Denter、生没年不詳）は紀元前4世紀末の共和政ローマの政治家・軍人。紀元前302年に執政官（コンスル）を務めた。

## 出自
プレブス（平民）であるリウィウス氏族の出身。父のプラエノーメン（第一名、個人名）は不明だが、祖父はガイウスである。マルクスはリウィウス氏族としては最初の執政官である。

## 経歴
紀元前302年に執政官に就任。同僚執政官はパトリキ（貴族）のマルクス・アエミリウス・パウッルスであった。この年、アエクイがローマに反乱した。しかし、両執政官は出征せず、ガイウス・ユニウス・ブブルクス・ブルトゥスが独裁官（ディクタトル）としてアエクイとの戦いを担当した。
紀元前300年にオグルニウス法が成立し、それまでパトリキに限られていた神祇官（ポンティフ）職がプレブスに開放された。デンテルはプブリウス・デキウス・ムス、ガイウス・マルキウス・ルティルス・ケンソリヌス、プブリウス・センプロニウス・ソプスと共に、最初のプレブス・ポンティフに選ばれた。
紀元前295年には執政官プブリウス・デキウス・ムスと共にサムニウム・ガリア・エトルリア連合軍との戦いに出征した。センティヌムの戦いでローマ軍は不利となったが、ムスは自身が「生贄となる」ことを決心し、デンテルに別離の言葉を復唱するよう命令し、続いて自身を犠牲にすることで自軍を敵に向かわせた。この直前に、ムスはデンテルを法務官代理（プロプラエトル）に任じ、インペリウム（軍事指揮権）を与えている。

## 参考資料
- ティトゥス・リウィウス『ローマ建国史』